# سیمیچوو
سیمیچوو (به صربی: Simićevo) یک منطقهٔ مسکونی در صربستان است که در ژاباری واقع شده‌است. سیمیچوو ۱٬۴۶۵ نفر جمعیت دارد.